# Jelizawieta Mukasiej
Jelizawieta Iwanowna Mukasiej (ros. Елизаве́та Ива́новна Мукасе́й) (ur. 16 marca?/29 marca 1912 w Ufie, zm. 19 września 2009 w Moskwie) – radziecka szpieg, podpułkownik KGB, biolog, pedagog.

## Życiorys
Urodziła się w stolicy Baszkortostanu Ufie w biednej rodzinie robotniczej jako Jelizawieta Jemielianowa. Po wybuchu rewolucji październikowej w 1917 rodzina wyjechała do Taszkentu. Jelizawieta trafiła do szkoły z internatem. W 1929 rozpoczęła studia biologiczne na Uniwersytecie w Leningradzie, gdzie poznała swojego męża Michaiła Mukasieja, z którym wzięła ślub w 1932. Po ukończeniu studiów pracowała początkowo w fabryce, a następnie, w latach 1938–1939, jako dyrektor szkoły dla młodzieży pracującej.
W latach 1939–1943 wraz z mężem przebywała na placówce w Los Angeles, gdzie oboje prowadzili działalność wywiadowczą. Michaił (ps. „Zefir”) był oficjalnie wicekonsulem ZSRR. Korzystając z sympatii dla alianta w wojnie z hitleryzmem małżonkowie zaprzyjaźnili się z wieloma celebrytami, m.in. Orsonem Wellesem, Mary Pickford, Douglasem Fairbanksem, Vladimirem Horowitzem i Charliem Chaplinem, co opisali w swoich wspomnieniach pod tytułem Zephyr. Ich sieć kontaktów nie ograniczała się do Hollywood. Obejmowała również środowisko emigrantów japońskich, marynarzy czy kupców, którzy prowadzili interesy w Japonii. Dzięki otrzymanym informacjom potwierdzającym, że Japonia nie zaatakuje Związku Radzieckiego, radzieckie dowództwo mogło skoncentrować większe siły na froncie niemieckim.
W 1943 małżonkowie powrócili do Moskwy, gdzie Jelizawieta pracowała jako sekretarka w Teatrze MChAT, równocześnie prowadząc wykłady w szkole KGB, aż do czasu, gdy ich dzieci ukończyły uniwersytet. W 1947 rozpoczęła szkolenie, w trakcie którego uczyła się języków niemieckiego i polskiego, polskiej kultury i zwyczajów oraz obsługi radia.
W 1955 rozpoczęli dużą operację szpiegowską w nieznanym kraju Europy Zachodniej. Jako przygotowanie przykrywki para mieszkała w Polsce i Czechosłowacji. Michaił podawał się za szwajcarskiego biznesmena, który przeżył obóz koncentracyjny, a jego żona za Polkę.
Po powrocie do ZSRR w 1977 zajęła się szkoleniem kadr wywiadu radzieckiego. Jest autorką podręczników dla szpiegów.
Odznaczona wieloma nagrodami państwowymi w tym Orderem Aleksandra Newskiego 1. klasy, medalem „Za zasługi bojowe” i nagrodą Jurija Andropowa
Zmarła w Moskwie, została pochowana na Cmentarzu Chowańskim.